# Xenylla subbellingeri
Xenylla subbellingeri är en urinsektsart som beskrevs av da Gama 1976. Xenylla subbellingeri ingår i släktet Xenylla och familjen Hypogastruridae. Inga underarter finns listade i Catalogue of Life.